# 21. marec
21. marec je 80. dan leta (81. v prestopnih letih) v gregorijanskem koledarju. Ostaja še 285 dni.

## Dogodki
- 146 pr. n. št. – zadnji rimski napad na Kartagino
- 1750 – Marija Terezija izda odlok o cenah poštnih storitev, ki uvede tudi poštne žige
- 1918 – bitka za Pikardijo
- 1933 – dokončano koncentracijsko taborišče Dachau
- 1935 – Perzija se uradno preimenuje v Iran
- 1942 – Hitler ukaže mobilizacijo delovne sile na zasednih področjih
- 1963 – zaprt zapor Alcatraz
- 1975 – začasni vojaški svet odpravi monarhijo v Etiopiji
- 1977 – Indira Gandhi odstopi s položaja indijske predsednice vlade
- 1990 – Namibija postane neodvisna država
- 2006 – Ustanovljeno je socialno omrežje Twitter

## Rojstva
- 1226 – Karel Anžujski, sicilski kralj († 1285)
- 1295 – Henrik Suzo, nemški mistik († 1366)
- 1456 – Jurij Slatkonja, dunajski škof slovenskega rodu, zborovodja in skladatelj († 1522)
- 1546 – Bartholomaeus Spranger van den Schilde, belgijski (flamski) slikar († 1611)
- 1666 – Ogju Sorai, japonski konfucijanski filozof in ekonomist († 1728)
- 1685 – Johann Sebastian Bach, nemški skladatelj († 1750)
- 1768 – Joseph Fourier, francoski matematik, fizik († 1830)
- 1806 – Benito Juárez, mehiški državnik, predsednik Mehike († 1872)
- 1839 – Modest Petrovič Musorgski, ruski skladatelj († 1881)
- 1844 – George Leslie Mackay, kanadski misijonar na Tajvanu († 1901)
- 1866 – Antonia Maury, ameriška astronomka († 1952)
- 1877 – Maurice Farman, francoski letalski konstruktor († 1964)
- 1887 – Manabendra Nath Roy, indijski filozof, marksist († 1954)
- 1893 – Janko Glazer, slovenski pesnik, publicist († 1975)
- 1906 – John Davison Rockefeller III., ameriški industrialec, filantrop († 1978)
- 1913 – Ivan Goran Kovačić, hrvaški pesnik († 1943)
- 1917 – Jigael Jadin, izraelski vojak, arheolog († 1984)
- 1919 – Richard Mervyn Hare, britanski filozof († 2002)
- 1921 – Joe Sutter, ameriško-slovenski inženir aeronavtike († 2016)
- 1927 – Halton Christian Arp, ameriški astronom († 2013)
- 1949 – Slavoj Žižek, slovenski filozof
- 1950 – Sergej Lavrov, ruski politik in diplomat
- 1955 – Jair Bolsonaro, brazilski politik in predsednik države
- 1960 – Ayrton Senna da Silva, brazilski avtomobilski dirkač Formule 1 († 1994)
- 1964 – Hitoši Murajama, japonski fizik
- 1966 – DJ Premier, glasbeni producent
- 1971 – Jure Sešek, slovenski radijski in televizijski voditelj, igralec ter glasbenik
- 1980 – Ronaldinho, brazilski nogometaš

## Smrti
- 1201 – Absalon, danski nadškof, vojskovodja (* 1128)
- 1306 – Robert II., burgundski vojvoda (* 1248)
- 1324 – Marija Luxemburška, francoska kraljica (* 1304)
- 1762 – Nicolas Louis de Lacaille, francoski astronom (* 1713)
- 1843 – Robert Southey, angleški pesnik (* 1774)
- 1892 – Annibale de Gasparis, italijanski astronom (* 1819)
- 1936 – Aleksander Konstantinovič Glazunov, ruski skladatelj (* 1865)
- 1998 – Galina Sergejevna Ulanova, ruska balerina (* 1910)
- 2005 – Vekoslav Grmič, slovenski naslovni škof (* 1923)
- 2017 – Martin McGuinness, nekdanji terorist, vodja Irske republikanske armade, politik in mirovnik  (* 1950)

## Prazniki in obredi
- svetovni dan poezije
- svetovni dan lutkarjev